# Kleopatra V.
Kleopatra V. Selene, auch Kleopatra Selene I. (altgriechisch Κλεοπάτρα Σελήνη Kleopátra Selḗnē; * etwa zwischen 135 und 130 v. Chr.; † 69 v. Chr. in Seleukeia am Zeugma) war eine ptolemäische und seleukidische Königin. Sie heiratete um 115 v. Chr. ihren Bruder Ptolemaios IX. und nach dessen Vertreibung 107 v. Chr. wahrscheinlich auch ihren zweiten Bruder Ptolemaios X. Ab 103 v. Chr. war sie nacheinander mit drei Seleukiden-Königen vermählt. Nach dem Tod ihres letzten Gatten Antiochos X. lebte sie aus Sicherheitsgründen in Kilikien. 69 v. Chr. wurde sie auf Befehl des armenischen Königs Tigranes II., der sie in Ptolemais belagert und gefangen genommen hatte, in Seleukeia am Zeugma hingerichtet.

## Leben
Kleopatra Selene war die jüngste Tochter des ägyptischen Königs Ptolemaios VIII. Euergetes II. und dessen Nichte Kleopatra III., die im Jahr 140 oder 141 v. Chr. geheiratet hatten. Sie hieß ursprünglich nur Selene und nahm den zusätzlichen dynastischen Namen Kleopatra bei ihrer Heirat mit ihrem Bruder Ptolemaios IX. Soter II. an. Diese Hochzeit erfolgte wohl im Jahr 115 v. Chr., und zwar kurz nach Ptolemaios’ IX. Regierungsantritt im Vorjahr nach dessen von seiner Mutter erzwungenen Scheidung von seiner Schwester Kleopatra IV. Kleopatra III. empfand wahrscheinlich ihre jüngere Tochter Kleopatra Selene als „lenkbarer“ und fügsamer als Kleopatra IV., was dem Erhalt ihres Einflusses förderlich war. Eine aus Anlass dieser Hochzeit geprägte Münze blieb erhalten. Zwar bekam Kleopatra V. durchaus die ihr als Königin gebührenden Ehren und fand Aufnahme in den ptolemäischen Kult der Theoí philometores soteres, wurde aber von ihrer herrschsüchtigen Mutter von der Regierung ferngehalten. Anscheinend wurde Ptolemaios IX. auf seiner Reise nach Südägypten (August und September 115 v. Chr.) nicht nur von seiner Mutter, sondern auch von seiner Gemahlin Kleopatra Selene begleitet.
Im März 108 v. Chr. dürften die latenten Spannungen zwischen Ptolemaios IX. und seiner Mutter eskaliert sein. Er scheint sich mit seiner Schwestergemahlin Kleopatra Selene in die Kyrenaika zurückgezogen und dort für etwa zwei Monate unabhängig von seiner Mutter regiert zu haben. Falls, wie die Althistoriker Walter Otto und Hermann Bengtson annehmen, ein Dekret von Kyrene auf den 10. Mai 108 v. Chr. zu datieren ist (allerdings ist diese Datierung in der Forschung umstritten), dann spiegelt sich in ihm der unruhige Zustand des Lands infolge eines Bürgerkriegs wider. Kleopatra Selene wird darin ebenso wie ihr Gemahl und ihr Sohn mit religiösen Ehren bedacht. Nach der vorübergehenden Aussöhnung zwischen Ptolemaios IX. und seiner Mutter Ende Mai 108 v. Chr. musste Kleopatra Selene aus ihrer Stellung als an der Herrschaft mitbeteiligter Königin wieder hinter ihre Mutter zurücktreten.
Als Ptolemaios IX. im Herbst 107 v. Chr. von seiner Mutter Kleopatra III. endgültig aus Ägypten vertrieben wurde, blieb Kleopatra Selene mit ihren beiden nicht näher bekannten Söhnen in Ägypten zurück und wurde wohl mit ihrem jüngeren Bruder Ptolemaios X. Alexander I. vermählt. Der Althistoriker Chris Bennett vermutet, dass aus dieser Verbindung Ptolemaios XI. Alexander II. hervorgegangen sei. Wahrscheinlich im Jahr 103 v. Chr. löste Kleopatra III. aber diese Ehe auf und schickte Kleopatra Selene dem Seleukidenkönig Antiochos VIII. Grypos als Gemahlin nach Syrien, da sie Antiochos’ Unterstützung gegen Ptolemaios IX. suchte. Der Seleukide war zuvor schon mit Tryphaina, der ältesten Tochter Kleopatras III. verheiratet gewesen, und auch Kleopatra Selene sollte quasi als „Nachfolgerin“ ihrer älteren Schwester ein Unterpfand für die ptolemäisch-seleukidische Kooperation sein.
Aus der Ehe von Antiochos VIII. und Kleopatra Selene entsprossen keine Nachkommen. Als Antiochos VIII. um 97 v. Chr. eines gewaltsamen Todes gestorben war, wurde Kleopatra Selene von seinem Halbbruder und Nachfolger Antiochos IX. Kyzikenos übernommen, da er sie als Legitimation in seinem Kampf gegen Seleukos VI. verwenden wollte. Ebendarum wurde sie nach dem schon ein Jahr später erfolgten Tod des Antiochos IX. im Jahr 95 v. Chr. von dessen Sohn Antiochos X. Eusebes geheiratet, der mehrere Söhne Antiochos’ VIII. befehdete. Aus dieser letzten Ehe von Kleopatra Selene gingen wohl zwei Söhne hervor, darunter der spätere Antiochos XIII. Asiaticus. Nach dem Ableben ihres letzten Gemahls (92 oder 83 v. Chr.) verließ sie zu ihrer Sicherheit Syrien, das 83 v. Chr. vom armenischen König Tigranes II. besetzt wurde. Zu diesem Zeitpunkt wohnte Kleopatra Selene mit ihren Söhnen in Kilikien, wo sie eine bescheidene, aber unabhängige Stellung innehatte.
Nach der Ermordung des Kurzzeit-Pharaos Ptolemaios XI. (80 v. Chr.) war Kleopatra V. Selene das einzige überlebende legitime Mitglied der Familie der Ptolemäer. Doch die Bevölkerung Alexandrias entschied sich, alleine schon, um ihre eigenen Machtansprüche zu untermauern, umgehend für die in Syrien lebenden illegitimen Söhne von Ptolemaios IX., von denen der ältere als Ptolemaios XII. inthronisiert wurde. Fünf Jahre später, 75 v. Chr., erhob Kleopatra Selene für ihre Söhne aus ihrer letzten Ehe Anspruch auf die Thronfolge in Ägypten. Doch auch als sich die Söhne auf Aufforderung ihrer Mutter zwecks direkter Intervention nach Rom begaben, wurde ihr Anliegen vom Senat ignoriert, so dass sie nach zwei Jahren ergebnislos heimkehren mussten. Dabei wurde der eine der beiden ptolemäischen Prinzen auf der Rückreise in Sizilien vom dortigen Statthalter Gaius Verres seines wertvollen Geschirrs beraubt. Tigranes II. belagerte Kleopatra Selene 69 v. Chr. in Ptolemais, weil sie bei dessen Anmarsch die Stadttore hatte schließen lassen. Nachdem der armenische König Ptolemais erobert hatte, ließ er die alte Königin in Seleukeia am Zeugma, einer am Euphrat bei Samosata gelegenen Festung, grausam zu Tode bringen.